# 安托諾夫An-38
安托諾夫安-38是早期的安-28客机的加长升级版，是一款雙渦輪螺旋槳支線客機，由烏克蘭基輔的安托諾夫安設計局所開發。生產基地為俄羅斯新西伯利亞，但關鍵零組件仍來自於烏克蘭與白俄羅斯。於1994年首飛並在2000年獲得國際飛航認証。總共生產製造11架，於2006年尚有6架運作中

## 技术规格
参考资料：Jane's All The World's Aircraft 2003–2004
基本信息
- 机组：2
- 容量：27 passengers

性能